# Volleyboll vid olympiska sommarspelen 1996
Volleybollen vid olympiska sommarspelen 1996 bestod för första gången inte bara av den vanliga volleybollen utan också av beachvolleyboll. Turneringarna avgjordes mellan den 20 juli och 4 augusti. 

## Medaljfördelning

### Beachvolleyboll
| Gren                           | Guld                                | Silver                                    | Brons                                  |
| Damernas beachvolley detaljer  | Jackie Silva och Sandra Pires (BRA) | Mônica Rodrigues och Adriana Samuel (BRA) | Natalie Cook och Kerri Pottharst (AUS) |
| Herrarnas beachvolley detaljer | Karch Kiraly och Kent Steffes (USA) | Mike Whitmarsh och Mike Dodd (USA)        | John Child och Mark Heese (CAN)        |

### Volleyboll
| Gren                         | Guld | Silver | Brons |
| Damernas turnering detaljer  | Kuba Taimaris Aguero Regla Bell Magaly Carvajal Marlenis Costa Ana Fernández Mirka Francia Idalmis Gato Lilia Izquierdo Mireya Luis Raisa O'Farrill Yumilka Ruíz Regla Torres                    | Kina Cui Yongmei He Qi Lai Yawen Li Yan Liu Xiaoning Pan Wenli Sun Yue Wang Lina Wang Yi Wang Ziling Wu Yongmei Zhu Yunying                                                             | Brasilien Ana Ida Alvares Leila Barros Ericléia Bodziak Hilma Caldeira Ana Paula Connelly Márcia Cunha Virna Dias Ana Moser Ana Flávia Sanglard Hélia Souza Sandra Suruagy Fernanda Venturini |
| Herrarnas turnering detaljer | Nederländerna Peter Blangé Guido Görtzen Rob Grabert Henk-Jan Held Misha Latuhihin Jan Posthuma Brecht Rodenburg Richard Schuil Bas van de Goor Mike van de Goor Olof van der Meulen Ron Zwerver | Italien Lorenzo Bernardi Vigor Bovolenta Marco Bracci Luca Cantagalli Andrea Gardini Andrea Giani Pasquale Gravina Marco Meoni Samuele Papi Andrea Sartoretti Paolo Tofoli Andrea Zorzi | Jugoslavien Vladimir Batez Dejan Brđović Đorđe Đurić Andrija Gerić Nikola Grbić Vladimir Grbić Rajko Jokanović Slobodan Kovač Đula Mešter Žarko Petrović Željko Tanasković Goran Vujević      |